# Герб Шенкурска

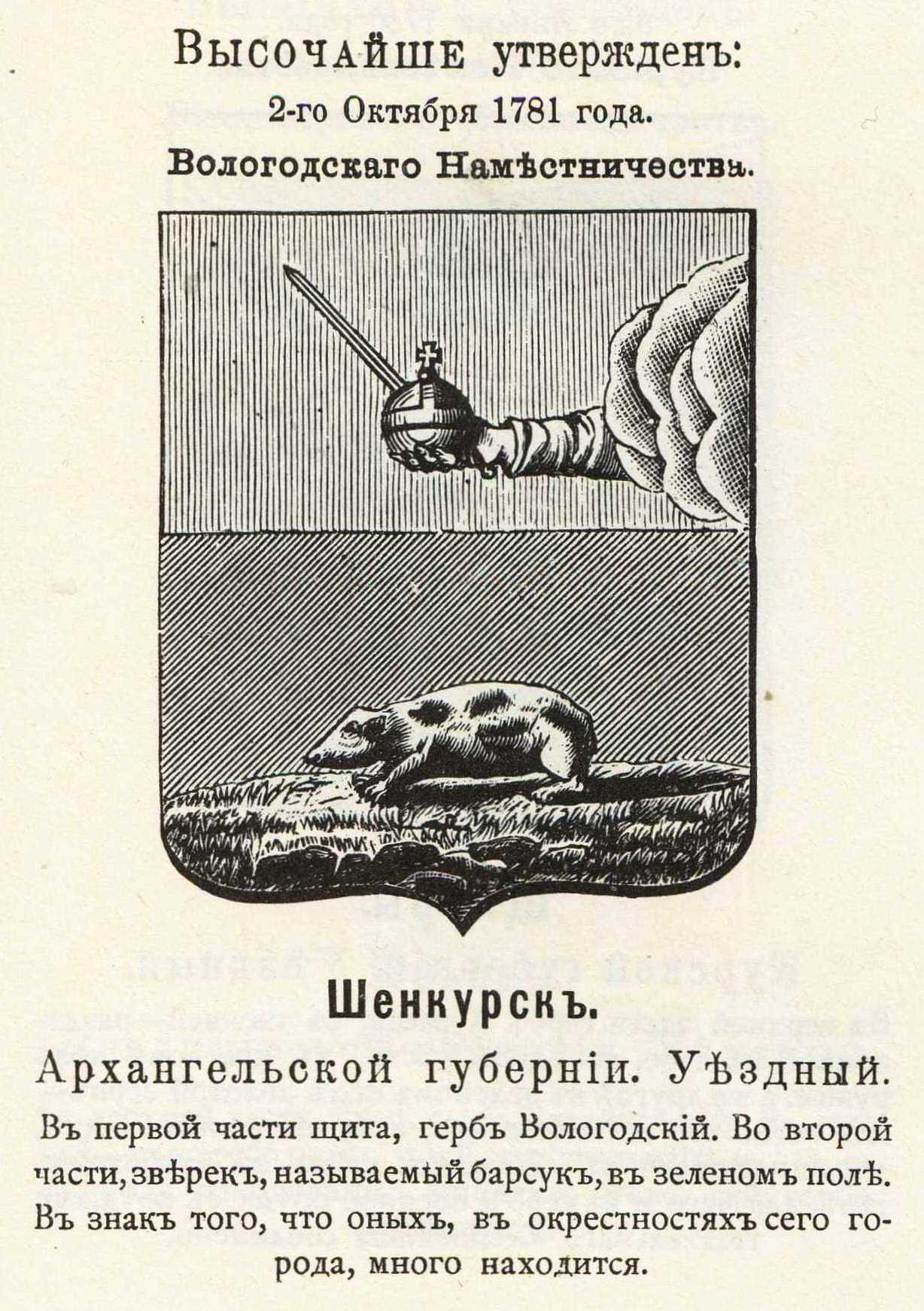
Герб Шенкурска в гербовнике Винклера

Герб города Ше́нкурска — административного центра Шенкурского муниципального района Архангельской области Российской Федерации.

## Описание и история герба
В 1780 году Шенкурск стал уездным городом и центром Шенкурского уезда Вологодского наместничества.
Герб Шенкурска был Высочайше утверждён 2 октября 1780 года императрицей Екатериной II вместе с другими гербами городов Вологодского наместничества (ПСЗ, 1780, Закон № 15069).
Описание герба Шенкурска гласило:

Герб Шенкурского района 2009 года

"Звѣрекъ, называемый барсукъ, въ зеленом полѣ. Въ знакъ того, что оныхъ въ окрестностяхъ сего города много находится. В верхней части щита — герб Вологды: «В красномъ полѣ щита видна выходящая из облака рука, держащая золотую державу с серебрянымъ мечемъ».

В 1784 году Шенкурск перешёл в подчинение Архангельского наместничества, а с 1796 года находился в составе Архангельской губернии. Как предполагают историки верхняя часть щита гербов городов Вологодского наместничества, с 1784 года перешедших в подчинение Архангельского наместничества, поменялась на герб Архангельска. Однако официального подтверждения тому нет.

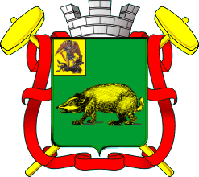
Проект герба уездного города Шенкурска 1859 года.

В 1859 году, в период геральдической реформы Кёне, был разработан проект нового герба Шенкурска: «В зелёном поле золотой барсук. В вольной части герб Архангельской губернии. Щит положен на золотые лежащие накрест молотки, соединённые Александровской лентой» (официально не утверждён).
В 2006 году было образовано городское поселение — Муниципальное образование «Шенкурское». Решение о реконструкции исторического герба в качестве официального символа города Шенкурска и принятии герба для Шенкурского городского поселения городскими властями не принималось.
9 октября 2009 года решением пятой сессии Собрания депутатов четвёртого созыва Муниципального образования «Шенкурский муниципальный район» был принят герб Шенкурского района, созданный на основе исторического герба Шенкурска. Герб района имел следующее описание: «В зелёном поле идущий серебряный с чёрными глазами, носом, полосой на морде, брюхом и лапами барсук. В вольной части герб Архангельской области. Щит увенчан муниципальной короной установленного образца».